# Cru (hiphopformatie)
Cru was een Amerikaanse hiphopformatie uit New York. De formatie bestond uit Yogi, The Mighty Ha en Chadio. Yogi was in 1995 betrokken bij de remix van de single We got it goin' on van Changing Faces. Twee jaar later bracht Cru hun debuut- en enige studioalbum Da dirty 30 uit. Er verschenen twee singles, Just another case en Bubblin, waar de formatie bescheiden hits mee scoorde. Nadat Cru uit elkaar viel, werd Yogi lid van het productieteam The Hitmen van Bad Boy Records. Chadio bracht in 2009 het soloalbum Internal insurgency uit. In 2016 belandde de formatie met Da dirty 30 in Rolling Stone's lijst van 40 greatest one-album wonders.

## Stijl
De muziek van de formatie wordt gerekend tot de gangstarap en hardcore rap. De leden rapten over het leven in het stadsdeel South Bronx en hemelden de gangsta manier van leven op. Volgens AllMusic lopen de rijmstijlen uiteen van vergelijkbaar met die van Onyx tot "b-boy notepad recitations". Jesse Ducker van Albumism schreef in zijn recensie van het album Da dirty 30 dat Cru vele productiestijlen gebruikte, van stilistische voorbeelden tot call-and-response-nummers.

## Discografie
- Da dirty 30, 1997